# Mario Figueredo

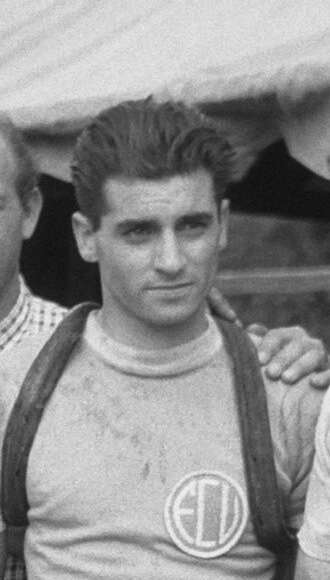
Mario Figueredo bei den UCI-Straßen-Weltmeisterschaften 1948

Mario Adalberto Figueredo (* 6. Oktober 1926 in Montevideo; † unbekannt) war ein uruguayischer Radrennfahrer.

## Sportliche Laufbahn
Figueredo war Straßenradsportler und Teilnehmer der Olympischen Sommerspiele 1948 in London. Im olympischen Straßenrennen schied er beim Sieg von José Beyaert aus. Die uruguayische Mannschaft kam in der Mannschaftswertung nicht in die Wertung.